# Acme (Washington)
Acme è un census-designated place dello Stato di Washington negli Stati Uniti d'America. Acme è situato nella Valle di South Fork, tra il nord della catena delle Cascate e il lago Whatcom. Nel censimento 2010 aveva 246 abitanti.

## Società

### Evoluzione demografica
Al partire dal censimento del 2000, c'erano 263 persone, 82 famiglie e 66 famiglie che risiedono nel CDP.